# Kevin Asano
Kevin Asano, född den 20 april 1963 i Hawaii, USA, är en amerikansk judoutövare.
Han tog OS-silver i herrarnas extra lättvikt i samband med de olympiska judotävlingarna 1988 i Seoul.